# 1879 na arte

## Nascimentos
| Data            | Nome                   | Profissão                    | Nacionalidade                              | Observações | Ref |
| --------------- | ---------------------- | ---------------------------- | ------------------------------------------ | ----------- | --- |
| 20 de fevereiro | Adriano de Sousa Lopes | gravador e pintor modernista | Reino Unido de Portugal, Brasil e Algarves | m. 1944     |     |
| 4 de março      | Falcão Trigoso         | pintor                       | Reino Unido de Portugal, Brasil e Algarves | m. 1956     |     |

## Mortes
| Data          | Nome                | Profissão | Nacionalidade  | Observações | Ref |
| ------------- | ------------------- | --------- | -------------- | ----------- | --- |
| 8 de setembro | William Morris Hunt | pintor    | Estados Unidos | n. 1824     |     |